# Hệ thống điện toán hiệu suất cao
Hệ thống điện toán hiệu suất cao (tiếng Anh: High Productivity Computing Systems, viết tắt: HPCS) là một dự án của DARPA nhằm phát triển một thế hệ hệ thống máy tính năng suất cao có hiệu quả kinh tế mới cho an ninh quốc gia và ngành công nghiệp trong khung thời gian 200210.
Thử thách HPC (Thử thách máy tính hiệu năng cao) là một phần của dự án. Mục tiêu của HPCS là tạo ra một hệ thống nhiều petaflop.